# Proceratium melinum
Proceratium melinum  (лат.) — вид мелких муравьёв (Formicidae) из подсемейства Proceratiinae.

## Распространение
Южная Европа: от Испании до Кавказа. Израиль. Турция. Единственный представитель тропического рода Proceratium в России, где они первоначально были описаны под именем Sysphincta rossica K.Arnoldi, 1930 (Северный Кавказ и Ростовская область).

## Описание

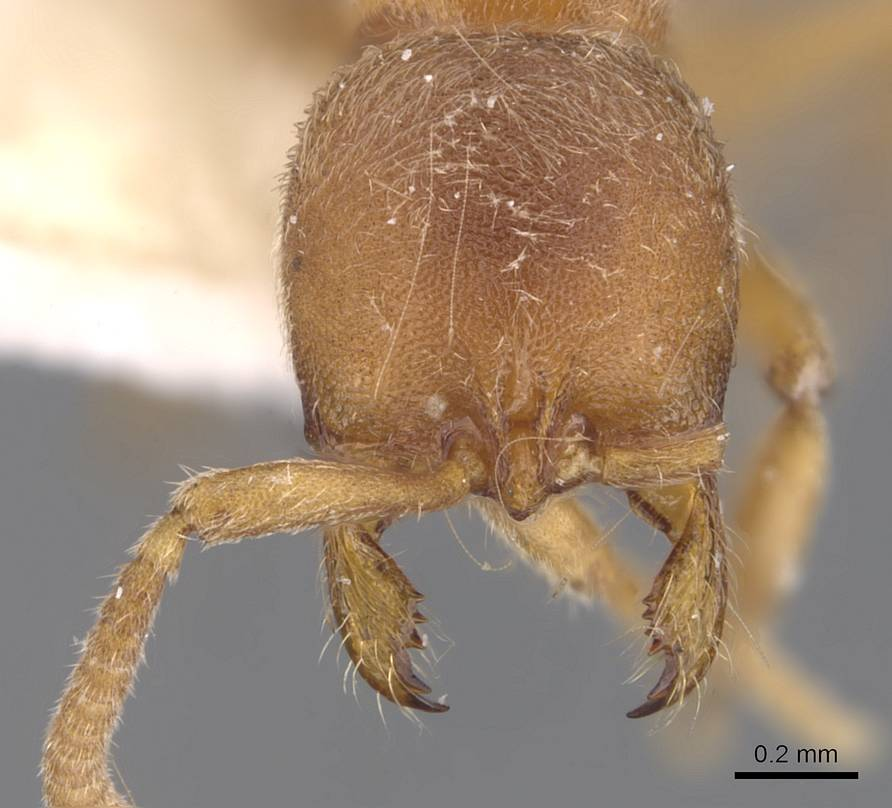
Голова рабочего

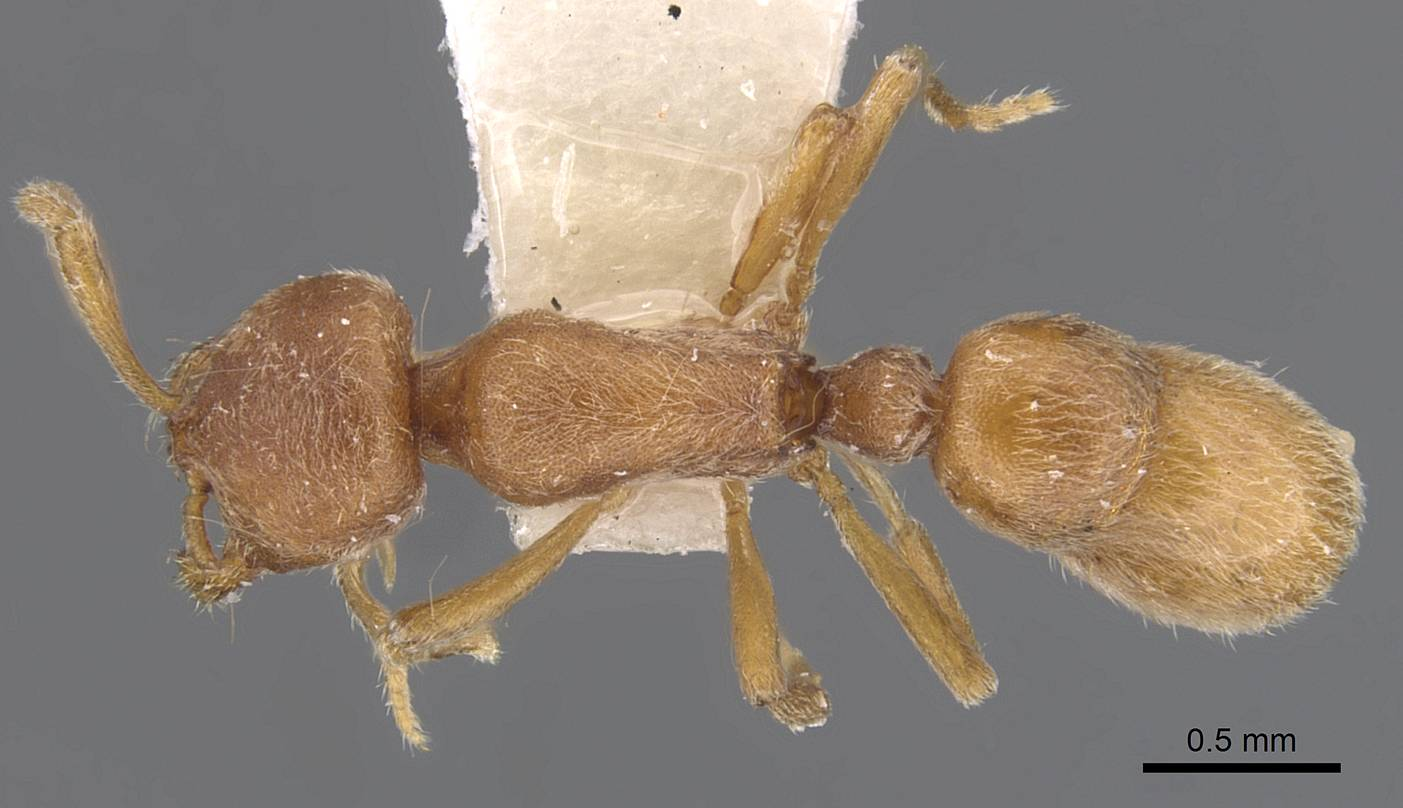
Рабочий сверху

Мелкие муравьи (длина около 3—4 мм), гнездящиеся в почве. Окраска от жёлтой до светло-коричневой (самцы чёрные). Усики 12-члениковые. Формула щупиков 4,3.

## Систематика
Первоначально был описан под названием Ponera melina  Roger. Относится к группе видов Proceratium pergandei clade.